# Chňapálek měsíční
Chňapálek měsíční (Caesio lunaris) je paprskoploutvá ryba z čeledi chňapalovití (Lutjanidae).
Druh byl popsán roku 1830 ichtyologem Georgem Cuvierem.

## Popis a výskyt
Maximální délka ryby je 40 cm.
Barva těla namodralá, břišní část těla bledší než horní. Prsní ploutve černé, ocasní ploutev modrá. Mláďata mají žlutou ocasní ploutev. Prsní, břišní a řitní ploutve bílé až světle modré. Hřbetní ploutev namodralá.
Byla nalezena ve vodách Indo-západního Pacifiku: Rudé moře, Perský záliv, východní Afrika k Šalamounovým ostrovům, na severu k jižnímu Japonsku. Obývá pobřežní oblasti, převážně korálové útesy. Tvoří školky. Jedná se o vejcorodou rybu s pelagickými jikrami.